# Foghat
A Foghat brit rockegyüttes. Blues-rockot, hard rockot és boogie rockot játszik.

## Tagjai

### Jelenlegi tagjai
- Roger Earl – dob (1971–1984, 1993–)
- Bryan Bassett – gitár (1999–)
- Charlie Huhn – ének, ritmusgitár (2000–)
- Rodney O'Quinn – basszusgitár (2015–)

### Korábbi tagjai
- Dave Peverett – ének, ritmusgitár, billentyűk  (1971–1984, 1993–2000; 2000-ben elhunyt)[1]
- Rod Price – gitár, vokál (1971–1980, 1993–1999; 2005-ben elhunyt)[2]
- Tony Stevens – basszusgitár (1971–1975, 1993–2005)
- Nick Jameson – basszusgitár, gitár, billentyűk, vokál (1975–1976, 1982–1983)
- Craig MacGregor – basszusgitár (1976–1982, 2005–2015; 2018-ban elhunyt)[3]
- Erik Cartwright – gitár, vokál (1981–1984; 2017-ben elhunyt)[4]

## Története
Az együttes 1971-ben alakult meg Londonban. A Slow Ride című daluk hallható a 2004-es Grand Theft Auto: San Andreas videójátékban is. A "Drivin' Wheel" című daluk pedig a Grand Theft Auto: The Lost and Damned játékban hallható. Fennállásuk alatt 20 albumot jelentettek meg. A tagcserék ellenére egészen a mai napig működnek, habár az évek során egyszer már feloszlottak. Először 1971-től 1984-ig működtek, majd 1986-tól napjainkig. Nevük szó szerint "ködkalapot" jelent, de valójában egy értelmetlen szó, amelyet eredeti énekes-gitárosuk, Dave Peverett talált ki a testvérével együtt, egy Scrabble-szerű játék közben.

## Diszkográfia
- Foghat (1972)
- Rock and Roll (1973)
- Energized (1974)
- Rock and Roll Outlaws (1974)
- Fool for the City (1975)
- Night Shift (1976)
- Live (1977)
- Stone Blue (1978)
- Boogie Motel (1979)
- Tight Shoes (1980)
- Girls to Chat and Boys to Bounce (1981)
- In the Mood for Something Rude (1982)
- Zig-Zag Walk (1983)
- Return of the Boogie Men (1994)
- Family Joules (2003)
- Decades Live (2003)
- Foghat Live II (2007)
- Last Train Home (2010)
- Under the Influence (2016)
- Live at the Belly Up (2017)
- Slow Ride (2018)